# Resolution 682 des UN-Sicherheitsrates
Die Resolution 682 des UN-Sicherheitsrates ist eine Resolution, die der Sicherheitsrat der Vereinten Nationen in seiner 2971. Sitzung am 21. Dezember 1990 einstimmig beschloss. Unter Hinweis auf die Resolution 186 (1964) und alle Resolutionen zu Zypern bis hin zur jüngsten Resolution 680 (1990) äußerte der Rat seine Besorgnis über die „chronische und sich ständig verschärfende Finanzkrise“ der Friedenstruppe der Vereinten Nationen in Zypern.
In diesem Zusammenhang beschloss die derzeitige Resolution, die Probleme bei der Finanzierung der Truppe zu prüfen und bis zum 1. Juni 1991 darüber Bericht erstatten, um eine alternative Methode zur Finanzierung der Truppe einzuführen. Die Mitglieder des Rates haben nicht erwogen, die Truppe von der Insel abzuziehen, da sie ihre Notwendigkeit als wertvolle Friedensmission im Zypernkonflikt betrachteten.